# Rafflesiaceae
Rafflesiaceae is een botanische naam, voor een familie van bedektzadigen. Een familie onder deze naam wordt tegenwoordig vrij algemeen erkend door systemen voor plantentaxonomie, al is er wel onzekerheid over de omschrijving: er wil nog wel verschil van opvatting bestaan over het invoegen van de planten die anders de families Cytinaceae en Mitrastemonaceae vormen.
Die planten horen niet bij de familie volgens het APG II-systeem (2003), het APG-systeem (1998) of het APG III-systeem (2009). Noch APG, noch APG II, plaatst de familie in een orde, maar de APWebsite en het APG III-systeem plaatsen haar in de orde Malpighiales.
Het Cronquist-systeem (1981) plaatste haar in een orde Rafflesiales; aldaar wordt wel de aparte familie Mitrastemonaceae onderscheiden, maar niet een familie Cytinaceae.
De familie is vooral bekend omdat de grootste bloem ter wereld (Rafflesia arnoldii) tot deze familie hoort.